# Elegant Weapons
Gli Elegant Weapons sono un supergruppo heavy metal formatosi nel 2022. La band era originariamente formata dal cantante Ronnie Romero (Michael Schenker Group, Rainbow), dal chitarrista Richie Faulkner (Judas Priest), dal bassista Rex Brown (Pantera) e dal batterista Scott Travis (Judas Priest).

## Storia
Costituitisi ufficialmente il 25 ottobre 2022, hanno intrapreso un breve tour, conclusosi nel gennaio 2023, suonando brani delle loro band di appartenenza. Hanno pubblicato il loro album di debutto, Horns for a Halo, prodotto da Andy Sneap, il 26 maggio 2023 per l'etichetta Nuclear Blast Records.
Il singolo di debutto, che anticipa l'uscita dell'album, Blind Leading the Blind, è uscito il 24 febbraio 2023.  Il secondo singolo, Do or Die, è stato pubblicato il 14 aprile 2023.
Appena pubblicato il primo album, Brown e Travis annunciano la loro fuoriuscita dalla band, e vengono rimpiazzato da Davey Rimmer (Uriah Heep), e Christopher Williams, degli Accept.

## Discografia

### Album in studio
- 2023 – Horns for a Halo

## Formazione

### Attuale
- Ronnie Romero – voce (2022-presente)
- Richie Faulkner – chitarra (2022-presente)
- Davey Rimmer – basso (2023-presente)
- Christopher Williams – batteria (2023-presente)

### Ex membri
- Rex Brown – basso (2022-2023)
- Scott Travis – batteria (2022-2023)